# Crithagra scotops
Crithagra scotops е вид птица от семейство Чинкови (Fringillidae).

## Разпространение
Видът е разпространен в Свазиленд и Южна Африка.